# 约亨·屈纳
约亨·屈纳（德語：Jochen Kühner，1980年10月15日—），德国男子赛艇运动员。他曾代表德国参加世界赛艇锦标赛，获得三枚金牌和一枚银牌。他也曾参加2008年和2012年夏季奥林匹克运动会。

## 家庭
孪生兄弟马丁·屈纳。